# Bistum Lodwar
Das Bistum Lodwar (lat.: Dioecesis Loduarinus) ist eine in Kenia gelegene römisch-katholische Diözese mit Sitz in Lodwar. Es umfasst den nördlichen zentralen Teil der ehemaligen Provinz Rift Valley, heute: Turkana County.

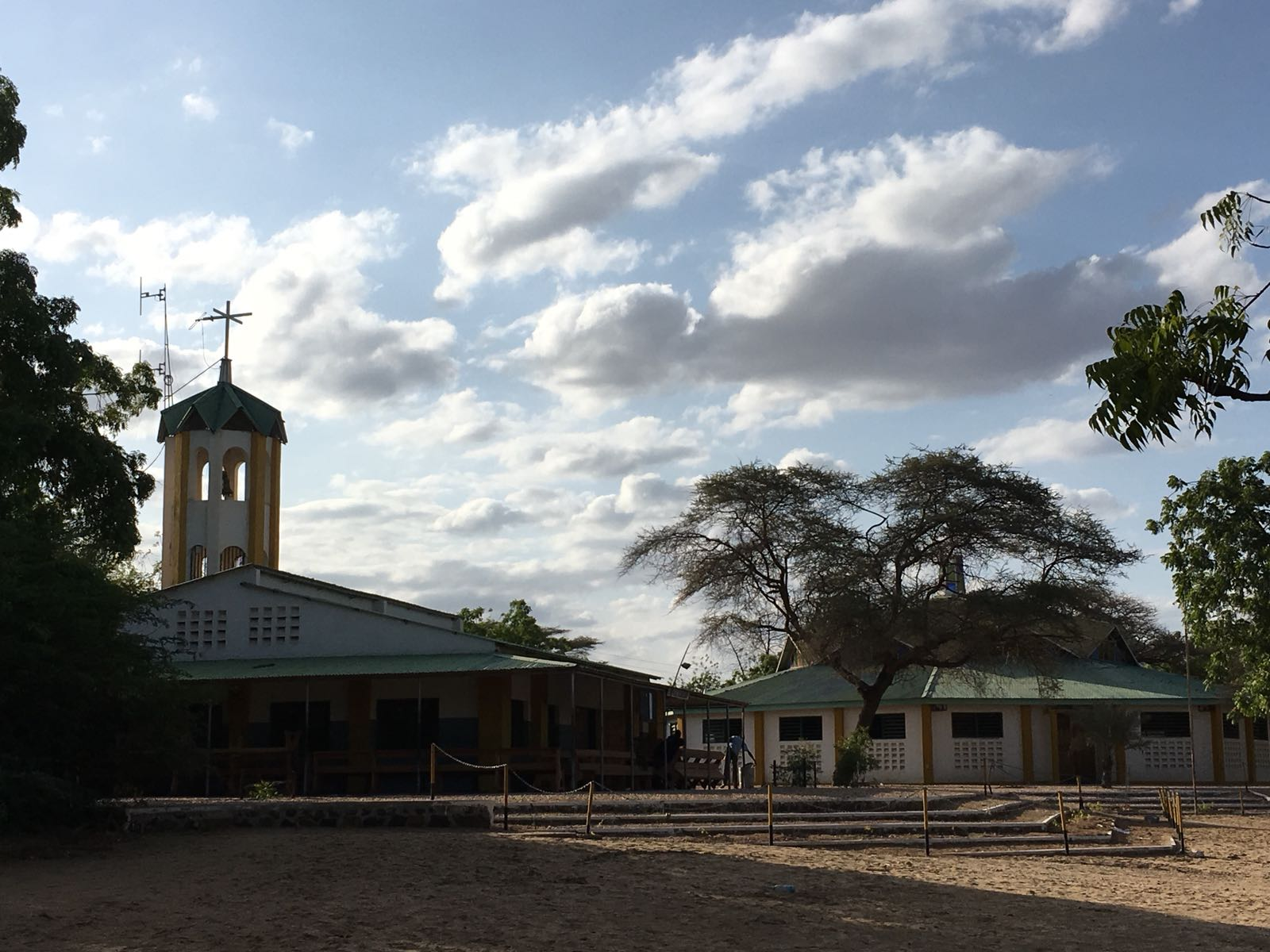
Cathedral of St. Augustine in Lodwar

## Geschichte
Papst Paul VI. gründete die Apostolische Präfektur Lodwar mit der Apostolischen Konstitution Sacrorum Librorum am 11. Januar 1968 aus Gebietsabtretungen des Bistums Eldoret.
Am 30. Januar 1978 wurde sie mit der Apostolischen Konstitution Qui volente Deo zum Bistum erhoben, das dem Erzbistum Nairobi als Suffragandiözese unterstellt wurde. Am 21. Mai 1990 wurde es Teil der Kirchenprovinz des Erzbistums Kisumu.

## Ordinarien

### Apostolischer Präfekt von Lodwar
- John Christopher Mahon SPS, 16. Januar 1968–30. Januar 1978

### Bischöfe von Lodwar
- John Christopher Mahon SPS, 30. Januar 1978–17. Februar 2000
- Patrick Joseph Harrington SMA, 17. Februar 2000–5. März 2011
- Dominic Kimengich, 5. März 2011–16. November 2019, dann Bischof von Eldoret
- John Mbinda CSSp, seit 4. April 2022